# シリアス・サム (ビデオゲーム)
シリアス・サム(Serious Sam) はCroteamが開発したファーストパーソン・シューティングゲーム。シリアス・サムシリーズの初作である本作は2エピソード形式で発売された。元々Microsoft Windowsのみで発売されていたが、シリアスサムの人気の高まりでXbox、ニンテンドー ゲームキューブ、PlayStation 2、ゲームボーイアドバンス、Linux、Palm OSに移植され、本作の両エピソードの高解像度リメイク版がMicrosoft Windows、Linux、Xbox 360向けに発売された。

## ゲームプレイ
敵は頻繁に出現しゲームマップ全体で大群で攻撃を行ってくる。プレイヤーは敵の投擲物及び突進を遮蔽物に隠れるのではなくジャンプやサイドステップで避けるように意図されている。 体力とアーマーは殆どの難易度では自動回復しない代わりにゲームを通じて各所に散らばっている回復及びアーマーアイテムで回復することになる。 残り体力はパーセント数で画面上に示される。戦闘はハイペースかつ熱狂的なものになっている。ステージは通常は一連の精巧なアリーナで構成されており、プレイヤーは次に進む前に各アリーナで一定数の再出現する敵を倒すことになる。 登場する敵はロケットランチャーを持つ兵士や巨大な攻撃ロボット、叫びながら近づき持っていた爆弾で自爆テロを行う頭が無い敵など多岐に渡る。古代エジプトのピラミッド、熱帯雨林、中世の城などがステージの舞台として登場する。シリアス・サムでは画面分割モード及びインターネットを通じての協力プレイを搭載している。

## エピソード
シリアス・サムは『Serious Sam: The First Encounter』と『Serious Sam: The Second Encounter』の2つのエピソードで構成されている。ファン制作のステージパック「Dark Island」は「Serious Sam: Gold」に含まれている。Serious Sam: GoldはCD２枚組であり(イギリス版)、First EncounterのサムのキャラクターモデルがSecond Encounterで用いられているものと一致させるために修正されている点を除けばオリジナルの発売時の内容と同一である。リメイク版の発売後、混同を避けるため両作の名前に「クラシック(Classic)」が追加された

### Serious Sam: The First Encounter
The First Encounterはシリーズの初作となるゲームである。1996年から制作が行われ、2000年に初期のゲームプレイ映像が公開された。The First Encounterは元々はCroteamが彼らのエンジンのデモ用として開発していたことが原因で一部の国では初期の発売時はジャンルの他のゲームの価格の半額以下だった。
本作は『シリアス・サム3: BFE』の出来事の後が舞台となり、物語が始まる前の導入で何が起きたのかが明らかになる。古代に地球は宇宙を支配することを望む悪の地球外存在「メンタル(Mental)」と後に人類が発見することになる多くのアーティファクトを残していった高度な技術を持つ知的エイリアン種族「シリアン(Sirians)」の間との大規模な紛争に巻き込まれた。22世紀にメンタルと彼が率いるグロテスクに歪んだモンスターの軍隊は人類を破壊するために地球へと戻ってきた。人類はすぐに圧倒され、地球へと押し戻された。最後の手段として、人類は１人の人間を過去の選択した時点へとタイムトラベルさせることができる神秘的なシリアンのアーティファクト「タイムロック(Time-Lock)」を使った。サム・「シリアス」・ストーンのモンスターとの勇気ある戦いにより、彼がメンタルを倒し歴史の流れを変えることを願ってサムがタイムロックの使用者に選ばれた。ゲームの開始時にエジプトにタイムトラベルしたサムはエジプトのモニュメントを進んでいき、メンタルが差し向けたモンスターと道中戦った。道中でサムはルクソールに隠されていた宇宙空間のシリアンの恒星船を地球に呼び出せるオベリスク型のシリアンのコミュニケーターを発見・起動させることができた。サムは恒星船と落ち合うためにギザの大ピラミッドへと走ったがメンタルの将軍ウグザンⅢに追い詰められた。ウグザンを倒した後、サムは恒星船「SSS Centerprice」へとテレポートした。サムがSSS Centerpriceに乗っている間、彼はメンタルに「彼宛の特別配達荷物を持っている」との電話メッセージを残し、シリアンの故郷のシリウス星へと進路を合わせた。

### Serious Sam: The Second Encounter
Second EncounterのストーリーはサムがSSS centerpriceでシリウス星へと向かって出発したFirst Ecncounterの直後から始まる。不幸にも「Croteam制作のバス」が誤って衝突したことで恒星船は地球の表面に落ちていき、マヤ文明時代の中央アメリカへと墜落し、衝撃で恒星船は大破した。しかしながら、シリアンがSSS Centerpriceに何か起きたときのためのフェールセーフとして地球上に「恒星船のバックアップ」を残していたため、全ての希望は失われることはなかった。しかしながら、この恒星船のバックアップはサムが現在いる時と時代とは異なっており、彼は目的地にたどり着くためのシリアンのポータルの場所を見つける必要があった。この新たな目標と共にサムはメソアメリカを突き抜け、その後メソポタミアへと行き、ついには恒星船のバックアップがある中世ヨーロッパへとたどり着いた。道中で、サムはメンタルのポータルの守護者2体(マヤの強大なスピリット「風神ククルカン(Kukulkan the Wind God)」と生体機械のモンスター「Exotech Larva」)と戦った。ついに、聖なる血の大聖堂の前にたどり着いたサムは、聖杯への道の最後の障害である召喚士モルデカイ(Mordekai the Summoner)と対峙する。モルデカイと彼が生み出した敵との華麗なる戦いで彼はサムに敗れ死亡する。大聖堂に入ったサムが手のひらで聖杯を持ち上げた後、メンタルとのブースで彼の罪の皮肉った告白をし、その時にメンタルに対し「彼は奴を捕まえに行く(he's coming to get him.)」と伝えた。 エンドクレジットの間にサムはロケットであることがわかった恒星船のバックアップを起動し、「Croteamのビッグヘッド達」による応援を受け、シリウス星へと向かい宇宙へと旅立った。物語はSerious Sam IIへと続く。
更なる多様な場所以外にも、The Second Encounterではチェーンソー、火炎放射器、スナイパーライフル及び強力なシリアスボムの新武器とサムが対峙することになる新たなモンスターも追加された。本作にはまたファン制作のシングル及びマルチプレイヤーステージパック「Dark Island」も含まれている。The Second EncounterのサウンドトラックはクロアチアのヘヴィメタルバンドUndercodeのインストゥルメンタルソング3曲を取り入れている。

## 開発
CroteamはThe First EncounterとThe Second Encounterの両方に使用した独自のエンジンを開発した。エンジン名は「シリアスエンジン(Serious Engine)」で、詳細レベルレンダリングを実装することで非常に大きな視距離と膨大な数のモデルを対処するように設計された。当時の大半のFPSエンジンは限られた描画距離と一度に画面上で動作する少数のモデル(すなわち敵)用に開発された。 シリアスエンジンは非常に効率的で、 数十の動く敵と巨大な敵を維持することができる。シリアスエンジンはDirect3DとOpenGLの両方でレンダリングでき、ピクセルや頂点シェーダーをサポートしていない一方で、Direct3D 7のハードウェア変換、クリッピング、ライトニングに最適化されている。シリアスエンジンはCroteamからのライセンス供与によって利用が可能
シリアスエンジンの進化版の「シリアスエンジン2」がシリアスサム2で使用するために開発された。 同エンジンではピクセルや頂点シェーダー、HDR、視差マッピングなどの現代のGPUの多くの機能をサポートした。
シリアスエンジン3は『Serious Sam HD: The First Encounter』と『Serious Sam HD: The Second Encounter』に使われている。同エンジンは詳細なシェーディング、より現実的に見えるように敵を完全に再モデル化した。このエンジンはまたHDRと高精度マッピングのフル機能を活用するためにも開発された。 アップデート版のシリアスエンジン3.5は『シリアス・サム3: BFE』に使用された。
最新版はシリアスエンジン4でCroteamは最新作『The Talos Principle』に用いている。
2016年3月、CroteamはGNU General Public License v2の下でGitHubにフリー及びオープンソース・ソフトウェアとしてシリアスエンジンv1.10を公開した

### Palm OS版
2001年11月、Global Star SoftwareはInterActive Visionが開発したThe First EncounterのPalm OS版(12月初旬発売)の完成を発表した。本作は15ステージ、カラーとモノクロ両方でプレイできた 。本作は2001年12月6日に発売され、ゲームのカラー版とモノクロ版の２つのデモも含まれている。

### Xbox版
シリアスサムのXbox版はサムのモデルがFirst Encounterのモデルからよりカートゥーン風に変更され、 サムをDuke Nukemのように見えなくし今日のサムのようにするために陰影が取り除かれるなど明確な違いがある。また一部のモンスターのデザインも変更されている（例えばBeheaded系モンスターなら首が切断された人間から首が取れたサイボーグのようなデザインへ変更されている等）。Xbox版はPC版の両エピソードの全ステージが含まれているため、結果としてSecond Encounterの武器はPCでのFirst Encounterの一部であったステージに追加された。プレイエリアの外部エリアを削除したことでステージは小さくなっている。PC版とは異なり、サムはプレイエリアから離れすぎることはできない。これはXboxで使用可能なメモリ量が少ないためである。 ゲームプレイはアーケードゲーム的な内容となっており、スコアを利用したライフシステムがシングルプレイで実装されている。10万ポイント獲得するたびにプレイヤーは新ライフを獲得し死亡時にセーブポイントではなく死亡した場所で復活することができるようになっている。 同時に複数の敵を殺すとコンボポイントが加算され、プレイヤーは自身のスコアを早いペースで増やすことができる。更なる変更として財宝(スコアアイテム)の追加とセーブポイントの微調整がなされており、赤色の公衆電話ボックスがセーブポイントとして指定されている。キーボードとマウス設定で通常提供されている操作性を補うためにXbox版には自動エイムも追加されている。

## リメイク
2K Gamesが『デューク ニューケム フォーエバー』が完成するのを待っており、シリアスサムに興味をなくした後、Croteamは2kからシリアスサムのパブリッシング権を取り上げ、新たなスタートアップ企業Devolver Digitalへと渡した。 両エピソードはシリアスエンジン3を使って作り直された。それらはアップデートされたビジュアル、パフォーマンスの向上、豊かな環境を全て高精細に表現している。リメイク版ではオンライン16人協力プレイ(Xbox Live Arcade版では4人)、デスマッチ及び新ゲームモード「協力プレイトーナメント(Co-Op Tournament)」を搭載している
最初のエピソードのリメイク『Serious Sam HD: The First Encounter』がMicrosoft Windows向けにSteamを通じて2009年11月24日に発売され、 Xbox 360向けにXbox Live Arcadeを通じて2010年1月13日に発売され、2017年3月20日にはLinux向けにFusionエンジンのおかげでSteamを通じて発売された 。第2エピソードのリメイク『Serious Sam HD: The Second Encounter』はMicrosoft Windows向けにSteamを通じて2010年4月28日に発売され、Xbox 360向けにXbox Live Arcadeを通じて2010年9月22日に発売され、2017年4月4日にはLinux向けにまたFusionエンジンのおかげでSteamを通じて発売された 。2011年1月14日にFirst EncounterのステージをSecond Encounterに統合するDLC「Fusion」が発売された。このDLCはSteamで両方のEncounter所有者全員に無料で配布された。加えて、『The Second Encounter HD』は新DLC「Legend of the Beast」 が追加された。2012年5月15日に発売された「Legend of the Beast」はサバイバルとマルチプレイヤーモード用の新マップと新たな短い一連のキャンペーンミッションを含んでいる

## 評価

### The First Encounter
アメリカでは『Serious Sam: The First Encounter』は2001年10月までに8万3000本を販売した
First Encounterは様々な編集者や消費者の賞賛を受け、Metacriticでは100点中87点となっている。また本作は複数の「Game of the Year」賞を含む数々の賞を受賞した。
- Game of the Year 2001 — GameSpot
- Game of the Month April 2001 — PC Gamer UK
- Best Value Priced Game 2001 — GameSpy
- Best End Boss 2001 — GameSpy
- Premier Awards 2001 — Computer Gaming World
- Action Vault Award 2001 (Outstanding Achievement in Technology) — IGN
- Action Vault Award 2001 (Surprise of the Year) — IGN
- Platinum 2001 Award — Gamer's Pulse
- Editors' Choice Award 2001 — IGN
- #1 PC Games of 2001 — EB Games
- PC Action Cream of the Crop Award — GamePen
- Best First Person Shooter 2001 — Christian Computer Gaming Review

### The Second Encounter
『Second Encounter』もまた批評家の賞賛を受け、  Metacriticでは100点中85点となり 、GameSpotの2002年2月のゲーム(Game of the Month February 2002)に選ばれた。
- Game of the Month February 2002 — GameSpot